# Leyland Royal Tiger Worldmaster
Der Leyland Royal Tiger Worldmaster, auch bekannt als Leyland Worldmaster, war ein Chassis mit Unterflurmotor für Omnibusse, das Leyland Motors in Farington in Großbritannien von 1954 bis 1979 produzierte. Mit über 20.000 Stück war es das erfolgreichste Busmodell von Leyland. Nur der Mercedes-Benz O 303 mit 38.018 Exemplaren in über 18 Jahren Produktionszeit, der GM „old-look“ transit bus mit mehr als 30.000 Bussen in 30 Jahren Produktionszeit und der Bedford SB mit 45.000 Bussen in über 38 Jahren Produktionszeit waren insgesamt erfolgreicher. Einen direkten Nachfolger gab es erst einige Jahre später mit dem Leyland Royal Tiger (B50), der aber speziell für den Heimatmarkt konzipiert war.

## Modellhistorie
Als Nachfolger des Leyland Royal Tiger PSU1, der mehr als 6000-mal zwischen 1950 und 1956 verkauft worden war, behielt der Leyland Royal Tiger Worldmaster im Wesentlichen das Chassis des Royal Tiger PSU1. Den Antrieb übernahm der Leyland-Dieselmotor O680H, der liegend als Mittelmotor zwischen den Achsen eingebaut wurde. Wahlweise war auch der Leyland-Dieselmotor O600H erhältlich, der aber selten bestellt wurde. Die Kraft wurde über ein halbautomatisches Getriebe mit 4 oder 5 Stufen an die Hinterachse übertragen. Leyland gab dem Royal Tiger Worldmaster intern die Bezeichnung RT, bei Exportversionen ERT. Versionen mit niedrigerem Leiterrahmen, der für geringere Einstiegshöhe über den Achsen gekröpft war, hießen CRT. Linkslenker-Versionen wurden entweder als LERT oder LCRT bezeichnet.

### Modellvarianten
- RT1: 6,1 m (20 ft) Radstand, Gesamtlänge 10,67 m (35 ft) (nominal), bis zu 12 m
- RT2 (bis 1962): 5,64 m (18 ft 6 in) Radstand, Gesamtlänge 10,06 m (33 ft) (nominal), bis zu 11 m
- RT3: 4,93 m (16 ft 2 in) Radstand, Gesamtlänge 9,14 m (30 ft) (nominal)

### Leyland Royal Tiger Worldmaster im Heimatmarkt
Nur wenige Royal Tiger Worldmaster wurden im Vereinigten Königreich verkauft. Glasgow City Council erwarb 30 RT3 1956 mit Metro Cammell Weymann Karosserieaufbau. Halifax (West Yorkshire) erwarb zehn im selben Jahr.
Darüber hinaus erwarben Gliderways aus Smethwick, Smith Tours aus Wigan und Ellen Smith Trainer aus Rochdale weniger als zehn Worldmasters RT3 mit Thomas Harrington Coach Builders oder Plaxton Karosserieaufbau. Zu jener Zeit dominierten die Leyland Tiger Cub und die AEC Reliance den heimischen Markt für Unterflur-Eindeckbusse. Zudem beschränkte Leyland nach Erscheinen des Leyland Leopard 1959 ab 1961 die Verkäufe im Heimatmarkt auf bestimmte Versionen, ab 1964 wurde er nur noch für den Export gebaut.

### Leyland Worldmaster im Export
Der Royal Tiger Worldmaster wurde im Export meistens als Leyland Worldmaster vermarktet. Dansk Automobil Byggeri (DAB), die seit 1953 mit Leyland Motors kooperierte, stellte ihr Modell des Royal Tiger Worldmaster 1959 als „Leyland Worldmaster“ vor. Der Hintergrund war die Lieferung an das damals noch sozialistisch regierte Polen. Mit der Einstellung des Modells im Heimatmarkt übernahm Leyland Motors den Namen generell für die Baureihe. Nur in wenigen Märkten, vor allem in Commonwealth-Ländern wurde „Royal Tiger“ beibehalten.
Die größten Märkte des Leyland Worldmaster lagen im westlichen und südlichen Afrika, in Ozeanien, Südamerika und Mittelamerika, dem Nahen Osten (vor allem Israel), der Karibik und in Kontinentaleuropa sowohl im Westen als auch in den östlichen Ländern.
Israel war der größte Einzelmarkt mit mehr als 5000 Exemplaren, von denen die meisten eine Karosserie lokaler Aufbauhersteller erhielten, mehr als 3600 Fahrgestelle wurden im Leyland-Ashdod-Werk in Israel gebaut. Sie dienten als Überlandbus oder Stadtbus, als Reisebus und sogar als Lastwagen. Viele wurden bis in die 1980er Jahre genutzt.
In Indien, Portugal und Spanien wurden auf dem Chassis sogar Doppeldeckerbus-Karosserien montiert.
In fast allen Märkten unterschieden sich die Karosserien oder einzelne Merkmale. So gab es etwa in Italien auf einem LERT2-Chassis eine Karosserie, die von Ghia mit einem extravaganten Kühlergrill, gerippten Aluminium-Seitenplanken und großen Heckflossen gestaltet wurde. Dieses Modell wurde von Matchbox als Modellauto Matchbox Toys Nr. 40 Leyland Tiger Royal Coach gebaut.
Ayats in Spanien produzierte einen LERT1, dessen Front dem Edsel ähnelte. Andere Karosseriebauer, die eine Karosserie für den Worldmaster produzierten, waren Ha'argaz und Merkavim in Israel, Jonckheere, Van Hool, Marcopolo SA und NZMB.
Rhodesia Railways baute eine 6×2-Version des Worldmaster mit Achsen von Leyland-Albion. 1960 erschien bei Leyland Südafrika eine dort entwickelte Version des Worldmaster mit stehend eingebauten Frontmotor. Nach der Fusion von Leyland mit AEC 1962 wurde diese zugunsten des AEC Regal eingestellt.
Ab Mitte der 1960er Jahre löste der Leyland Leopard PSU3 den Worldmaster in den Ländern ab, in denen ein sehr schweres Chassis gefragt war. In Australien und Neuseeland geschah dies schon mit dem Produktionsbeginn des Leopard, während der Worldmaster sich z. B. in den nordischen Regionen Europas bis 1971 sehr gut verkaufte. Aber danach wurde auch in Norwegen und Finnland lieber der Leopard geordert. Ab Mitte der 1970er Jahre war Westafrika die letzte Hochburg des Worldmaster mit weiterhin erheblichen Bestellungen. Vor allem wurden hier Marshall- und Willowbrook-Karosserien aufgesetzt, jedoch mit größeren Reifen und mehr Bodenfreiheit.

### Noch bekannte in Betrieb befindliche Leyland Worldmaster
Viele ehemalige australische Worldmaster, die bei New South Wales ÖPNV und State Transport Authority South Australia im Einsatz waren, wurden von privaten Betreibern wie Brisbane Bus Lines, Wagga Wagga New South Wales, Menai Bus-Service New South Wales und Toongabbie, New South Wales Mitte der 1980er Jahre übernommen und bis in die 2000er Jahre betrieben. Einige waren auch noch im Januar 2013 in Betrieb.

## Leyland Firemaster
Eine Version des Royal Tiger Worldmaster mit 3,81 m (12 ft 6") Radstand, Leyland O680H Motor, Fünfgang-Getriebe und knapp vor die Hinterachse verlegtem Kühler wurde ab 1958 als Leyland Firemaster im Vereinigten Königreich verkauft. Direkt am Fahrzeugbug war eine Wasserpumpe montiert, die über eine Zapfwelle vom Getriebe angetrieben wurde. Deshalb brauchte das Fahrzeug nicht am Einsatzort zu wenden und konnte Löschwasser doppelt so schnell wie herkömmliche Feuerwehrwagen mit Frontmotor bereitstellen. Nur Feuerwehren von Manchester und Glasgow bestellten den Firemaster und so wurde das unrentable Projekt 1962 wieder fallen gelassen.

## Leyland Royal Tiger Cub

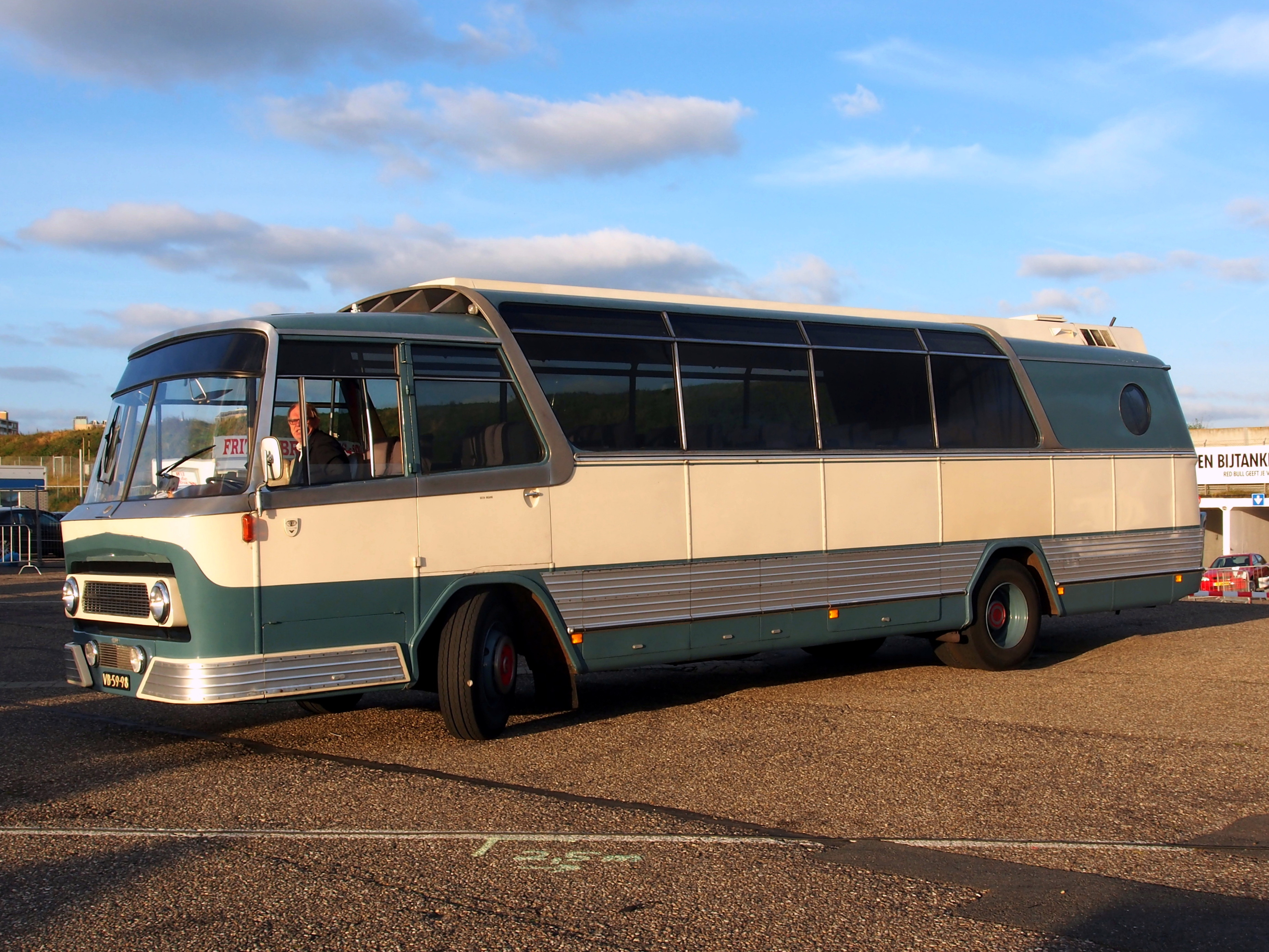
Leyland Royal Tiger Cub 1963

Für viele Märkte in Westeuropa war der Leyland Tiger Cub zu schwach und der LCRT3 Worldmaster zu schwer. Deswegen gab es 1960 den Royal Tiger Cub LRTC mit einem Radstand von 5,33 m (17 ft 6 in) und 10 m Länge. Er wurde vom Leyland-O600H-Motor mit Schaltgetriebe oder Halbautomatikgetriebe angetrieben. Vom Worldmaster hatte der Royal Tiger Cub die Achsen und Räder, während der Leiterrahmen vom Tiger Cub abgeleitet war. Eine Rechtslenkerversion ging nach Neuseeland und Australien. Die Doncaster Gesellschaft kaufte 1965 zehn RTC1/1 mit Handschaltgetriebe und 1967/1968 zehn RTC1/2 mit Halbautomatik, alle mit Karosserieaufbauten mit 45 Sitzplätzen von Charles H. Roe. Bereits 1968 stellte man die Serie wieder ein und ersetzte sie durch den Leyland Leopard PSU4.